# Japanische Dezimalklassifikation
Die Japanische Dezimalklassifikation (japanisch 日本十進分類法, Nihon Jisshin Bunruihō, englisch Nippon Decimal Classification, kurz: NDC) wird von den meisten japanischen Bibliotheken für die Klassifikation ihrer Bestände genutzt. Auch die japanischen Verlage benutzen die NDC im Rahmen ihrer Klassifikation, die sie neben der Internationalen Standardbuchnummer (ISBN) auf dem Buchrücken anzeigen.

## Geschichte
Die im Westen verbreitete Dezimalklassifikation fand auch in Japan ihre Anhänger. 1927 hatten sich in Ōsaka Bibliothekare zu einer „Liga junger Bibliothekare“ zusammengeschlossen und gaben eine kleine Zeitschrift heraus. Treibende Kraft war Fujio Mamiya (1890–1970), der ein Geschäft für Bibliotheks-Ausrüstung betrieb und die Gruppe die nächsten 16 Jahre leitete. Schon bald nach der Gründung der Liga, die sich „LYL“ („Liga of Young Librarians“) abkürzte, befasste sich auf Anregung Mamiyas sein Mitarbeiter Kiyoshi Mori mit einer Dezimalklassifikation zur gemeinsamen Nutzung für westliche und japanische Bücher, die er 1927 veröffentlichte und die unter dem oben angegebenen Titel 1929 als Buch erschien. Die NDC orientiert sich an der Dewey-Dezimalklassifikation, hat die Einteilung aber an die japanischen Bedürfnisse angepasst. Diese Klassifikation fand in Japan weithin Beachtung und nach dem Zweiten Weltkrieg wurde sie vom Kultusministerium für die Bibliotheken empfohlen und etablierte sich als landesweiter Standard.
1948 richtete die Japan Library Association (JLA) ein ständiges Komitee für Klassifikation ein, das seitdem die Überarbeitung der NDC übernimmt. Die als Staatsbibliothek fungierende National Diet Library (NDL) allerdings verwandte die NDC zur Klassifizierung ihrer japanischen und chinesischen Bestände nur bis 1968, sie stellte dann auf einen eigenen Standard um. Auf den Katalog-Karten, die die NDL für andere Bibliotheken druckt, wird aber weiterhin die NDC aufgeführt.
Die NDC folgt in ihrer Einteilung der Hauptgruppen der Expansiven Klassifikation Charles Cutters, weil man so die in der DDC entfernten Gebiete 400 und 800 (Sprache bzw. Literatur) und 300 und 900 (Gesellschaftswissenschaft bzw. Geschichte) aufeinander folgen lassen konnte. Weitere Unterschiede ergeben sich dadurch, dass man mit der Erstellung der NDC ein Vierteljahrhundert nach der ersten Fassung Cutters begann und bei der Untergliederung die Naturwissenschaften stärker berücksichtigte. Schließlich erforderte die beabsichtigte Anwendung der NDC nicht nur für ausländische, sondern auch für japanische Werke eine Neueinstufung der Japan-bezogenen Terme, um den in Japan erscheinenden Publikationen gerecht zu werden. So werden z. B. in der Klasse Religion, in der bei Dewey das Christentum im Mittelpunkt steht, Shinto und Buddhismus auf gleicher Ebene neben diesem geführt. Auf dem Gebiet Linguistik und Literatur rangiert die japanische und chinesische Sprache auf der gleichen Ebene wie Englisch, Deutsch, Französisch, Spanisch, Italienisch und Russisch.

## Japanischer Buch-Code
|   | 1. Käuferkreis                     | 2. Form                                  | 3. Hauptkategorie (NDC)      |
| - | ---------------------------------- | ---------------------------------------- | ---------------------------- |
| 0 | Allgemeinheit                      | Einzelwerk                               | Allgemeines                  |
| 1 | Erziehung/Bildung                  | Taschenbuch, klein                       | Philosophie, Religion, Geist |
| 2 | Praxis                             | Taschenbuch                              | Geschichte, Erdkunde         |
| 3 | Spezialgebiete                     | Gesammelte Werke, Serien                 | Gesellschaftswissenschaft    |
| 4 | Geprüfte Schulbücher               | „Mook“ u. a.                             | Naturwissenschaft            |
| 5 | Frauen                             | Nachschlagewerke, Lexika                 | Technik                      |
| 6 | Schüler I (Grund- und Mittelstufe) | Illustrierte Werke                       | Wirtschaft                   |
| 7 | Schüler II (Oberstufe)             | Bildbände                                | Künste, Alltagsleben         |
| 8 | Kinder                             | Mischformen, Blindenschrift, Mikroformen | Sprachen                     |
| 9 | Zeitschriftenleser                 | Comics                                   | Literatur                    |

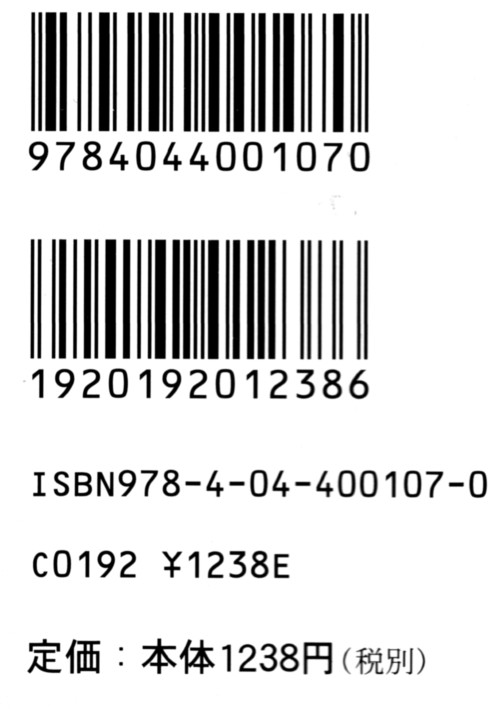
Buch-JAN-Code

Der japanische „Buch-Code“ (書籍コード, Shoseki kōdo) setzt sich zusammen aus einem C-Code, einem Leerzeichen, den Zeichen P oder ¥, die angeben, ob der Preis mit oder ohne Mehrwertsteuer ausgezeichnet ist, sowie einem E als Endesymbol. Später wurde der Buch-Code mit dem JAN-Code zum „Buch-JAN-Code“ (書籍JANコード Shoseki JAN kōdo) kombiniert, dem japanischen Äquivalent der EAN, d. h. bei Büchern einer ISBN-13.
Der „Buch-JAN-Code“ liegt auch maschinenlesbar als Bar-Code vor, wobei der Bar-„Buch-Code“ mit 191 oder 192 beginnt, als Äquivalent zu P oder ¥, dann den vier Ziffern des C-Codes, fünf Ziffern für den Preis und eine Prüfziffer.
Der von den Verlagen genutzte C-Code ist vierstellig und beginnt mit einem C.
1. Die erste Ziffer gibt den Käuferkreis an.
2. Die zweite Ziffer zeigt die Form der Ausgabe an.
3. Die dritte Ziffer klassifiziert das Buch grob nach dem Inhalt. Zugrunde gelegt wird dabei die NDC, wobei die Hauptkategorien etwas ergänzt wurden.
4. Die vierte Ziffer gibt eine Unterkategorie an, die sich jedoch deutlich von der der NDC unterscheidet, um die Terme dem Aufkommen an Titeln entsprechend gleichmäßiger belegen zu können.

Im nebenstehenden Beispiel haben wir ein Buch, dessen C-Code 0192 zeigt, dass es sich an die Allgemeinheit (0) richtet, als kleines Taschenbuch (1) erschienen ist und literarischen Inhalt (9), genauer Japanische Gedichte (2) enthält. Es handelt sich bei diesem Beispiel um die Gesamtausgabe der Haiku von Matsuo Bashō.
Buchhandlungen nutzen den Code für die Auslage-Anordnung der Bücher in den Regalen.